# Escuela de Informática del Ejército
La Escuela de Informática del Ejército (Ec Infor Ej) es un instituto de formación militar del Ejército Argentino con asiento en Palermo (CABA) y bajo la dependencia orgánica de la Dirección General de Educación.

## Reseña
Creado en 1992 bajo la órbita del ex Instituto de Enseñanza Superior del Ejército (actual Facultad del Ejército de la Universidad de la Defensa Nacional) para capacitación del personal militar en informática. Desde 2003 se halla en la órbita de la Dirección General de Educación a través de la Dirección de Educación a Distancia y Aprendizaje Autónomo.